# Dolní Rakousy
Dolní Rakousy či Dolní Rakousko (německy Niederösterreich) je největší spolková země Rakouské republiky, na severovýchodě země u hranic s Českem a Slovenskem, která svým územím obklopuje metropoli Vídeň. Ta byla do 31. prosince 1921 její součástí a ještě dlouho poté byla jejím správním střediskem, než se jím 10. července 1986 oficiálně stal St. Pölten. Od roku 1997 zasedá v St. Pöltenu i dolnorakouský zemský sněm.

## Geografie
Dolní Rakousy hraničí se dvěma státy – na severu s Českem (s Čechami i Moravou) a na severovýchodě (vesměs po řece Moravě) se Slovenskem. Dále v rámci Rakouska sousedí s Vídní (enkláva), na západě s Horními Rakousy, na jihu se Štýrskem a na jihovýchodě s Burgenlandem, který je odděluje od blízkého Maďarska.
Povrch největší rakouské země je pestrý a zahrnuje rozličné krajinné typy od rovin přes pahorkatiny a vrchoviny až po velehory. Setkávají se zde geomorfologické subsystémy hercynský, alpský a karpatský. Celou zemí protéká od západu na východ evropský veletok Dunaj, na západě spíše v soutěskách (největší je Wachau), na východě nížinami (Tullnské pole, Vídeňská pánev) prostírajícími se i podél řeky Moravy (Moravské pole). Severovýchod Dolních Rakous je vyplněn převážně pahorkatinou (Weinviertler Hügelland) přecházející na západě do Žulovo-rulové vysočiny, jež je okrajem České vysočiny. Jižně od Dunaje se regionem Mostviertel táhne východní konec Alpského podhůří (Alpenvorland), za nímž se zvedají Alpy, které na hranici se Štýrskem dosahují nadmořské výšky přes 2000 metrů. Nejvyšší horou dolnorakouských Alp (a celé spolkové země) je se svými 2 076 metry masiv Schneeberg, resp. jeho nejvyšší vrch Klosterwappen. Až k Dunaji vybíhá alpská výspa Vídeňský les. Jižně od něj a Dunaje se táhne tzv. Vlhká rovina a pak Suchá rovina (též zvaná Steinfeld), na samém jihu stoupající do pahorkatiny Bucklige Welt. Na jihovýchodě jsou Dolní Rakousy ohraničeny nízkými Litavskými vrchy, tradiční historickou hranicí Rakouska s Uherskem.
Hlavní řekou země je Dunaj, který teče napříč územím ze západu na východ. Přijímá zde řadu přítoků: zprava je to hraniční Enže, pak Erla, Ybbs, Erlauf, Melk, Pielach, Traisen, Perschling, Velký a Malý Tulln, a pod Vídeňským lesem Vídeňka, Schwechat a Fischa. Zleva jsou to Ysper, Weitenbach, Kremže, Kamp, Schmida, Göllersbach, Rußbach a na hranicích se Slovenskem vůbec největší přítok Morava. Součástí dunajského povodí je dále na jihu Litava se zdrojnicemi Schwarza a Pitten, a na severu přítoky Moravy: Zaya a zejména pohraniční Dyje s přítokem Pulkavou. Severozápadní okraj Dolních Rakous (Vitorazsko) je odvodňován Lužnicí a jejím přítokem Dračicí. Je to jedna z mála oblastí Rakouska mimo úmoří Černého moře, neboť je skrze Vltavu a Labe odvodňována do moře Severního.

## Historie
Ve starověku bylo území na severu a ve východní části osídleno keltským kmenem Bójů. Na jihu bylo součástí keltského království Regnum Noricum. Později se území dostalo pod římskou kontrolu. V 9. století bylo území začleněno do Franské říše. Od roku 976 se oblast stala bavorským markrabstvím, které bylo od roku 996 označováno jako Ostarrîchi v oblasti kolem města Neuhofen an der Ybbs. Ve staré horní němčině označoval tento název „východní říše” v Bavorském vévodství na jihovýchodě Východofranské říše. 
V roce 1156 bylo Ostarrichi prohlášeno za Rakouské vévodství, které bylo později, až do 18. století označováno jako Austria Inferior (Dolní Rakousko), přičemž bylo až do jejího zániku součástí Svaté říše římské. Správní rozdělení bylo již ve 13. století navrženo Přemyslem Otakarem II., ale až za habsburské nadvlády bylo v Linci ustanoveno založení knížectví (Rakouska) „pod Enží“ (Unter der Enns), nazvaného podle polohy pod soutokem řeky Enže (německy: Enns) s Dunajem, tedy východně od Enže. Po smrti Ladislava Pohrobka se v roce 1458 se dědickou smlouvou stal vládcem Fridrich III. Habsburský, zatímco jeho bratr Albrecht VI. Habsburský získal dnešní Horní Rakousy. V letech 1482–1487 Dolní Rakousy ovládal uherský a český král Matyáš Korvín.  
Od 16. století se zde nacházelo mocenské jádro a těžiště Habsburské monarchie a posléze Rakouského císařství. V jeho rámci Dolní Rakousy (s titulem arcivévodství) sousedily s Čechami, Moravou, Horními Rakousy, Štýrskem a na východě s Uherskem. 
Součástí Dolních Rakous bylo od středověku až do počátku 20. století také Západní Vitorazsko, Valticko a Dyjský trojúhelník. Tato území byla v roce 1920 postoupena Československu a od roku 1993 jsou součástí Česka.
1. ledna 1922 bylo ze země vyčleněno město Vídeň, povýšené na úroveň další spolkové země, ale nadále zůstala i sídlem správy Dolních Rakous.
Po anšlusu Rakouska a odstoupení Sudet nacistickému Německu roku 1938 byla k Dolním Rakousům přičleněna severní část zrušeného Burgenlandu a Německá jižní Morava včetně Novobystřicka a Vitorazska. Roku 1939 pak byla země přejmenována na Říšskou župu Dolní Podunají (Reichsgau Niederdonau), aby byla potlačena paměť rakouské státnosti. Jako hlavní město byla určena Kremže, ale reálně zůstalo sídlo správy ve Vídni a k plánovanému přestěhování už nedošlo. Po skončení druhé světové války roku 1945 byl vrácen stav před rokem 1938. Celé Dolní Rakousy se ocitly v sovětské okupační zóně, vojska odešla roku 1955 po podpisu Rakouské státní smlouvy a vyhlášení neutrality Rakouska.
V červenci 1986 byl v referendu hlavním městem Dolních Rakous zvolen St. Pölten, největší město země, ležící zhruba uprostřed. Následně sem došlo i k faktickému přesunu zemských institucí z Vídně a od roku 1997 v St. Pöltenu zasedá dolnorakouský zemský sněm.

## Český název
V českých textech se název spolkové země vyskytuje ve dvou variantách: Dolní Rakousy i Dolní Rakousko. Ústav pro jazyk český Akademie věd ČR uvádí v Internetové jazykové příručce poznámku s odkazem na Standardizační příručku Index českých exonym z roku 2019. Název „Dolní Rakousko“ je podle ní závazný pro některé státní instituce. Podobu Dolní Rakousy považuje za zastarávající, používanou častěji jen v historických souvislostech. Český úřad zeměměřický a katastrální uvádí v příručce Index českých exonym jen název „Dolní Rakousko“.

## Členění

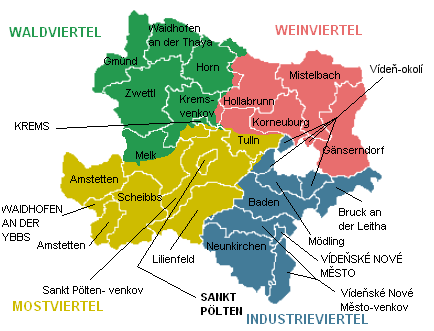
Rozdělení Dolních Rakous na čtvrtě, okresy a statutární města

### Čtvrtě
Dolní Rakousy se tradičně dělí na čtyři podobně velké regiony zvané „čtvrtě“ (Viertel), které mají určitou geografickou a kulturní soudržnost a jedinečnost. Nemají administrativní funkci a neodpovídají zcela ani hranicím okresů.
- Industrieviertel (Průmyslová čtvrť) – jihovýchodní část země – jižně od Vídně a Dunaje. Vlivem neúrodných štěrkových půd (Steinfeld) a dobré dostupnosti do Vídně se zde intenzivně rozvinul průmysl.
- Mostviertel (Moštová čtvrť) – jihozápad – jádrem je krajina Alpského předhůří, na severu vymezená Dunajem, na jihu hřebeny Alp a na východě Vídeňským lesem. Název je inspirován zdejším ovocnářstvím.
- Waldviertel (Lesní čtvrť) – severozápad – řídce zalidněná rurální oblast Žulovo-rulové vysočiny, typická množstvím lesů. Na jihu vymezená Dunajem, na východě přechodem do Vněkarpatských sníženin. Pramenná oblast Dyje a Lužnice.
- Weinviertel (Vinná čtvrť) – severovýchod – úrodná rovinatá až pahorkatá oblast s intenzivním vinařstvím. Na jihu je vymezena Dunajem a na západě okrajem České vysočiny. Hlavními krajinnými celky jsou Leiské hory, Moravské pole a Wagram.

### Administrativní jednotky
Dolní Rakousy jsou rozděleny na 21 okresů (Bezirke) a 4 statutární města (Statutarstädte). 
| správní celek                   | rozloha (km²) | počet obyvatel | hustota zalidnění | SPZ    | středisko            | čtvrť    |
| ------------------------------- | ------------- | -------------- | ----------------- | ------ | -------------------- | -------- |
| okres Amstetten                 | 1 188         | 118 403        | 99,7              | AM     | Amstetten            | M        |
| okres Baden                     | 753           | 150 216        | 139,6             | BN     | Baden                | I        |
| okres Bruck an der Leitha       | 703           | 110 038        | 156,5             | BL, SW | Most nad Litavou     | I        |
| okres Gänserndorf               | 1 271         | 109 392        | 86,0              | GF     | Gänserndorf          | We       |
| okres Gmünd                     | 786           | 35 516         | 45,2              | GD     | Gmünd                | Wa       |
| okres Hollabrunn                | 1 011         | 52 035         | 51,5              | HL     | Hollabrunn           | We       |
| okres Horn                      | 784           | 30 847         | 39,3              | HO     | Horn                 | Wa       |
| okres Korneuburg                | 662           | 94 113         | 142,2             | KO     | Korneuburg           | We       |
| okres Krems-Land                | 924           | 56 423         | 61,1              | KR     | Kremže               | Wa, M    |
| okres Lilienfeld                | 932           | 25 135         | 27,0              | LF     | Lilienfeld           | M        |
| okres Melk                      | 1 014         | 79 351         | 78,3              | ME     | Melk                 | M, Wa    |
| okres Mistelbach                | 1 292         | 76 986         | 59,6              | MI     | Mistelbach           | We       |
| okres Mödling                   | 277           | 121 525        | 438,7             | MD     | Mödling              | I        |
| okres Neunkirchen               | 1 147         | 87 500         | 76,3              | NK     | Neunkirchen          | I        |
| okres St. Pölten                | 1 287         | 134 755        | 104,7             | PL     | St. Pölten           | M, I     |
| okres Scheibbs                  | 1 024         | 41 976         | 41,0              | SB     | Scheibbs             | M        |
| okres Tulln                     | 734           | 109 764        | 149,4             | TU, KG | Tulln an der Donau   | M, We, I |
| okres Waidhofen an der Thaya    | 669           | 25 350         | 37,9              | WT     | Waidhofen a.d. Thaya | Wa       |
| okres Wiener Neustadt-Land      | 970           | 81 203         | 83,7              | WB     | Vídeňské Nové Město  | I        |
| okres Zwettl                    | 1 400         | 41 528         | 29,7              | ZT     | Zwettl               | Wa       |
| stat. město Kremže              | 52            | 25 473         | 493,1             | KS     | –                    | Wa       |
| stat. město St. Pölten          | 108           | 59 767         | 551,2             | P      | –                    | M        |
| stat. město Waidhofen a.d. Ybbs | 132           | 11 062         | 84,1              | WY     | –                    | M        |
| stat. město Vídeňské Nové Město | 61            | 49 156         | 806,6             | WN     | –                    | I        |

Někdejší okres Vídeň-okolí byl v roce 2017 rozpuštěn mezi sousední okresy Tulln, Korneuburg, St.Pölten a Bruck an der Leitha. Pozůstatkem je užívání kódu SW v části okresu Bruck (Schwechat a okolí) a kódu KG v části okresu Tulln (Klosterneuburg).

## Největší sídla
| pořadí | název                     | počet obyv. | čtvrť | okres | poznámka                         |
| ------ | ------------------------- | ----------- | ----- | ----- | -------------------------------- |
| 1.     | St. Pölten                | 59 767      | M     | P     |                                  |
| 2.     | Vídeňské Nové Město       | 49 156      | I     | WN    | největší město Industrieviertelu |
| 3.     | Klosterneuburg            | 28 152      | I     | TU    | největší nestatutární město      |
| 4.     | Baden                     | 25 931      | I     | BN    |                                  |
| 5.     | Kremže                    | 25 473      | Wa    | KS    | největší město Waldviertelu      |
| 6.     | Amstetten                 | 24 008      | M     | AM    |                                  |
| 7.     | Schwechat                 | 21 243      | I     | BL    | největší neokresní město         |
| 8.     | Mödling                   | 20 662      | I     | MD    |                                  |
| 9.     | Traiskirchen              | 18 925      | I     | BN    |                                  |
| 10.    | Stockerau                 | 17 210      | We    | KO    | největší město Weinviertelu      |
| 11.    | Tulln                     | 16 951      | M     | TU    |                                  |
| 12.    | Perchtoldsdorf            | 14 960      | I     | MD    |                                  |
| 13.    | Ternitz                   | 14 697      | I     | WB    |                                  |
| 14.    | Korneuburg                | 13 805      | We    | KO    |                                  |
| 15.    | Neunkirchen               | 12 940      | I     | NK    |                                  |
| 16.    | Bad Vöslau                | 12 478      | I     | BN    |                                  |
| 17.    | Hollabrunn                | 12 514      | We    | HO    |                                  |
| 18.    | Brunn am Gebirge          | 12 310      | I     | MD    | největší obec bez titulu města   |
| 19.    | Gänserndorf               | 12 285      | We    | GF    |                                  |
| 20.    | Groß-Enzersdorf           | 12 088      | We    | GF    |                                  |
| 21.    | Mistelbach                | 12 044      | We    | MI    |                                  |
| 22.    | Gerasdorf bei Wien        | 12 158      | We    | KO    |                                  |
| 23.    | Ebreichsdorf              | 12 003      | I     | BN    |                                  |
| 24.    | Strasshof an der Nordbahn | 12 202      | We    | GF    |                                  |
| 25.    | Waidhofen an der Ybbs     | 11 062      | M     | WY    | nejmenší statutární město        |
| 26.    | Zwettl                    | 10 771      | Wa    | ZT    |                                  |
| 27.    | Purkersdorf               | 9 970       | I     | PL    |                                  |
| 28.    | Wiener Neudorf            | 9 647       | I     | MD    |                                  |
| 29.    | Guntramsdorf              | 9 450       | I     | MD    |                                  |
| 30.    | St. Valentin              | 9 356       | M     | AM    |                                  |